# Femminismo socialista
Il femminismo socialista è cresciuto negli anni sessanta e settanta come protagonista del movimento femminista e della New Left, concentrandosi sulla presunta interconnettività del patriarcato con il capitalismo. Le femministe socialiste sostengono che la liberazione può essere raggiunta solo lavorando per porre fine alle fondamenta economico-culturali dell'oppressione femminile.
Il femminismo socialista è una teoria a due versioni che estende l'argomento del femminismo marxista sul ruolo del capitalismo nell'oppressione delle donne e quello del femminismo radicale sul ruolo di genere e sul patriarcato. Le femministe socialiste respingono la principale affermazione del femminismo radicale, che cioè il patriarcato è l'unica o comunque la fonte principale dell'oppressione.
Piuttosto le femministe socialiste asseriscono che le donne non sono in grado di essere libere a causa della loro dipendenza finanziaria dagli uomini. Le donne rimangono soggette alle decisioni dei governanti maschi capitalisti a causa di un disequilibrio nella ricchezza; vedono la dipendenza economica come forza trainante della sottomissione delle donne agli uomini. Intendono inoltre la liberazione delle donne come parte necessaria di una più ampia ricerca della giustizia sociale, economica e politica. Le femministe socialiste hanno tentato d'integrare la lotta per la liberazione delle donne con quella contro gli altri sistemi oppressivi, basati sulla "razza", sulla classe sociale e sullo status economico.
Il femminismo socialista si basa su molti concetti che si ritrovano nel marxismo - nella sua qualità di punto di vista del materialismo storico - il che viene a significare ch'esse relazionano le proprie idee con le condizioni materiali e storiche della vita delle persone. Le femministe socialiste considerano quindi il sessismo e la divisione di genere nell'ambito lavorativo di ogni epoca come determinati dal sistema economico del tempo. Queste condizioni sono in gran parte espresse attraverso relazioni capitalistiche e patriarcali. Le femministe socialiste rifiutano quindi la nozione marxista che la lotta di classe sia l'unico aspetto definito della storia e dello sviluppo economico.
Karl Marx ha affermato che quando l'oppressione di classe sarebbe stata superata, sarebbe svanita pure quella di genere. Secondo le femministe socialiste una tale visione dell'oppressione di genere come sottogruppo dell'oppressione classista più generale è del tutto ingenua, tanto che gran parte dell'opera delle femministe socialiste è andata a precisare come il genere e la classe lavorano insieme per creare forme distinte d'oppressione e privilegio per donne e uomini di ogni classe. Ad esempio osservano che lo status di classe delle donne è generalmente sempre derivato dalla classe di appartenenza del marito e dal suo status professionale.
Nel 1972 è stato pubblicato Socialist Feminism: A Strategy for the Women's Movement, che si ritiene essere la prima pubblicazione ad aver utilizzato la dicitura femminismo socialista; è un'opera delle esponenti della "Chicago Women's Liberation Union" Heather Booth, Day Creamer, Susan Davis, Deb Dobbin Robin Kaufman e Tobey Klass.
Altre femministe socialiste, in particolare le due organizzazioni di lungo respiro "Radical Women" e "Freedom Socialist Party", indicano i classici scritti marxisti di Friedrich Engels (L'origine della famiglia, la proprietà privata e lo Stato)  e August Bebel (Donna e socialismo) come una poderosa spiegazione del legame tra oppressione di genere e sfruttamento di classe.
D'altra parte il Partito Socialista degli Stati Uniti d'America è un esempio di partito socialista femminista non esplicitamente marxista; uno dei principi del partito afferma che "il femminismo socialista si confronta con la radice comune del sessismo, del razzismo e del classismo: la determinazione di una vita di oppressione o di privilegio basata su incidenti di nascita o circostanze. La sintesi di valore e la cooperazione piuttosto che conflitti e concorrenza".

## Opere teoriche successive

### Zillah R. Eisenstein
Capitalist Patriarchy and the Case for Socialist Feminism è una raccolta saggistica assemblata e antologizzata da Zillah R. Eisenstein nel 1978.
L'accademica specializzata in sociologia Rhonda F. Levine cita il lavoro di Eisenstein come "una superba discussione della posizione femminista socialista" nella propria antologia Enriching the Sociological Imagination: How Radical Sociology Changed the Discipline. Levin continua a descrivere il libro come "una delle prime affermazioni su come un'analisi marxista della classe possa combinarsi con la teoria femminista del patriarcato per produrre una teoria su come il genere e la classe s'intersecano nella loro qualità di sistemi di disuguaglianza".
Eisenstein definisce il termine "patriarcato capitalista" come descrittivo del "rapporto dialettico che rafforza reciprocamente la struttura della classe capitalistica e la strutturazione sessuale gerarchica".
Ella ritiene che "il riconoscimento delle donne come classe sessuale pone la qualità sovversiva del femminismo nel liberalismo, in quanto quest'ultimo è prefigurato dall'esclusione delle donne dalla vita pubblica sulla base della classe sociale. La richiesta di una reale uguaglianza di genere, se intesa nella sua logica conclusione, spoglierebbe del tutto la struttura patriarcale necessaria ad una società liberale".

### Donna Haraway e il "Manifesto di Cyborg"
Nel 1985 Donna Haraway ha pubblicato il Manifesto (programma) della teoria cyborg: Science, Technology, and Socialist-Feminism in the Late Twentieth Century in Radical Society. Anche se nella maggior parte dei suoi lavori precedenti si è concentrata sull'enfasi del pregiudizio maschile nella cultura scientifica, ha anche notevolmente contribuito alle narrazioni femministe del XX secolo. Per Haraway il manifesto è giunto in una fase critica in cui le femministe, per avere un significato reale, dovevano riconoscere la loro posizione all'interno di quello che definisce "l'informatica del dominio".
Le femministe devono, ella proclama, unirsi per porsi alla guida di "un sogno ironico di un linguaggio comune per le donne entro un circuito integrato". Le donne non si trovavano più all'esterno lungo una gerarchia di binari privilegiati, ma piuttosto profondamente impregnate, sfruttate e coinvolte nell'ambito dell'egemonia in rete e dovevano pertanto formare la loro politica in essa.
Secondo il manifesto di Haraway "non vi è nulla nell'essere femmina che naturalmente connette le donne in una categoria unificata. Non esiste nemmeno un tale stato di 'Essere femminile', di per sé una categoria altamente complessa costruita nei discorsi scientifici sessuali maggiormente polemici e nelle altre pratiche sociali". Un cyborg non richiede un'identità stabile ed essenziale, afferma Haraway, e le femministe dovrebbero considerare la creazione di coalizioni basate su "affinità" piuttosto che su "identità".
Per analizzare il proprio argomento Haraway analizza la frase "donne di colore", suggerendola come un possibile esempio di politica di affinità. Utilizzando un termine coniato dalla teorica Chela Sandoval Haraway scrive che "la coscienza di opposizione" è paragonabile ad una politica cyborg perché, anziché l'identità, sottolinea come l'affinità si realizza come risultato dell'alterità, della differenza e della specificità.

### Femminismo autonomista
L'italiana Leopoldina Fortunati, una critica femminista di Karl Marx, è autrice di molti libri tra cui L'arcano della riproduzione: Casalinghe, prostitute, operai e capitale' (Autonomedia, 1995) e I mostri nell'immaginario (Angeli, 1995), redattrice di Gli Italiani al telefono (Angeli, 1995) e Telecomunicando in Europa (1998), mentre con J. Katz e R. Riccini di Mediating the Human Body. Technology, Communication and Fashion (2003). Le sue influenze includono, oltre a Mark, anche Mariarosa Dalla Costa e Toni Negri.
L'italoamericana Silvia Federici è una studiosa, insegnante e attivista della tradizione marxista del femminismo di Autonomia Operaia. Il suo lavoro più conosciuto, Caliban and the Witch: Women, the Body and Primitive Accumulation, si sofferma (espandendolo) sul lavoro di Leopoldina Fortunati; quest'ultima sostiene l'affermazione di Mark che l'accumulazione primitiva è un precursore necessario per il capitalismo, mentre Federici asserisce che l'accumulazione primitiva è una caratteristica fondamentale del capitalismo stesso. Il capitalismo, per potersi perpetuare, richiede una costante infusione di capitale espropriato.
Federici connette questa espropriazione al lavoro non retribuito delle donne, legati entrambi alla riproduzione, il che costituisce una condizione storica per l'ascesa di un'economia capitalista preconizzata sul lavoro salariato. A questo proposito viene distinta la lotta storica a favore delle risorse comuni dalla lotta per l'affermarsi del comunalismo. Anziché vedere il capitalismo come esempio di sconfitta liberatrice del feudalesimo, Federici interpreta l'ascesa del capitalismo come una mossa reazionaria con l'intento di sovvertire la crescente marea comunista e per mantenere il contratto sociale di base.
Ella colloca l'istituzionalizzazione stabilita dello stupro e della prostituzione, nonché la caccia alle streghe, la morte sul rogo e la tortura per i colpevoli di eresia al centro di una sottomissione metodica delle donne e di un'appropriazione del loro lavoro. Quest è legato anche all'esproprio coloniale e fornisce un quadro per capire l'opera del Fondo monetario internazionale, della Banca Mondiale e di altre istituzioni di procura come l'impegnarsi in un rinnovato ciclo di accumulazione primitiva attraverso la quale tutto ciò che è in comune, dall'acqua al nostro codice genetico, diventa privatizzato in quanto viene inteso come un nuovo ciclo di esclusioni.

### Femminismo materialista
Il femminismo materialista evidenzia il capitalismo e il patriarcato come punti centrali per comprendere l'oppressione delle donne. La teoria si concentra sul cambiamento sociale piuttosto che sulla ricerca della trasformazione all'interno del sistema capitalistico. Jennifer Wicke definisce il femminismo materialista come "un femminismo che insiste nell'esaminare le condizioni materiali in cui si sviluppano le disposizioni sociali, comprese quelle della gerarchia di genere". Il femminismo materialista evita di vedere tale gerarchia come effetto di un singolo sistema patriarcale, ma valuta il netto delle relazioni socio-psichiche che costituiscono un momento materiale e storico.
Ella afferma che "il femminismo materialista sostiene che le condizioni materiali di tutti i tipi svolgono un ruolo vitale nella produzione sociale del genere e saggia i diversi modi in cui le donne collaborano e partecipano a queste produzioni". Il femminismo materialista considera anche come gli uomini e le donne di varie razze ed etnie siano tenuti nel loro stato economico più basso a causa di uno squilibrio di potere il quale privilegia chi dispone già di privilegi, preservando così lo status quo.
Il termine femminismo materialista è stato usato per la prima volta nel 1975 da Christine Delphy. Il concetto attuale poggia le sue radici sul femminismo socialista e sul femminismo marxista; Rosemary Hennessy e Chrys Ingraham, in Materialist Feminism: A Reader in Class, Difference, and Women's Lives descrivono il femminismo materialista come "la congiuntura di diversi discorsi: il materialismo storico, il femminismo marxista e il femminismo radicale, così come le teorie del postmodernismo e della psicoanalisi sul significato e la soggettività. Il termine, emerso nella seconda metà degli anni settanta, viene associato a pensatrici chiave come Rosemary Hennessy, Stevi Jackson e Christine Delphy.
Rosemary Hennessy traccia la storia del femminismo materialista nel femminismo nel Regno Unito e nel Femminismo in Francia, con le femministe francesi che preferirono il termine femminismo materialista a quello di femminismo marxista. Secondo loro il marxismo doveva essere alterato per poter spiegare la divisione sessuale del lavoro; il marxismo era inadeguato al compito a causa del suo pregiudizio di classe, inoltre il femminismo rimaneva problematico per colpa del proprio concetto fondato sull'essenzialismo e l'idealismo della donna. Il femminismo materialista è quindi emerso come un sostituto positivo sia del marxismo sia del femminismo più emotivo.
Il femminismo materialista è nato in parte dall'opera delle femministe francesi, in particolare Christine Delphy. Ella ha sostenuto che il materialismo è l'unica teoria della storia che vede l'oppressione come una realtà fondamentale della vita delle donne; per questo le donne e tutti i gruppi oppressi necessitano del materialismo per poter indagare sulla loro situazione: "il partire dall'oppressione definisce un approccio materialista, l'oppressione è un concetto materialista".
Ella afferma inoltre che la modalità di produzione del lavoro domestico è stato il luogo di sfruttamento patriarcale e la base materiale dell'oppressione delle donne; il matrimonio è allora un contratto di lavoro che dà agli uomini il diritto di sfruttare le donne. The Grand Domestic Revolution di Dolores Hayden ne fa un riferimento imprescindibile. Hayden descrive il femminismo materialista ricconcettualizzando il rapporto tra lo spazi familiare privato e lo spazio pubblico presentando opzioni collettive per assumere l'onere delle donne nei confronti dei lavori domestici, della cucina e di altri luoghi di lavoro femminili tradizionali.